# I Like It (Cardi B, Bad Bunny e J Balvin)
I Like It è un singolo della rapper statunitense Cardi B, del rapper portoricano Bad Bunny e del cantante colombiano J Balvin, pubblicato il 25 maggio 2018 come quarto estratto dal primo album in studio di Cardi B Invasion of Privacy.

## Antefatti e pubblicazione
Durante la registrazione del suo album di debutto, Cardi B e il suo team ascoltavano beats e idee per canzoni. Craig Kallman ne voleva una che facesse omaggio alle sue origini latine e per questo cercò tra la sua collezione di musica latina che suonava quando era un DJ. Dopo aver optato per I Like It like That e Oh That's Nice di Pete Rodriguez, aveva aggiunto J White alla produzione. Il sample della prima canzone con una strumentale ruvida e una strofa di Cardi è stato mandato al musicista Edgar Machuca. Quest'ultimo e White hanno lavorato alla produzione, cercando di migliorare la canzone e di rendere più coerente il sample con la produzione. Cardi scrisse nuovamente l'hook per molte volte, per poi scegliere quello con cui si sentiva più sicura. I tre produttori hanno scelto di ripetere la parte I Like It nella canzone perché la ritenevano la parte più catchy del sample. Machucha ha proposto di aggiungere Bad Bunny e J Balvin alla canzone ed entrambi gli artisti hanno contribuito con le loro parti e idee. Tainy e Invicible avevano finito la produzione concentrandosi sulla parte strumentale. Il lavoro per la canzone è iniziato ad ottobre 2017 e si è concluso nell'aprile 2018.
Nel febbraio 2019, durante un'intervista per il sito The Verge, il responsabile del missaggio Leslie Brathwaite ha dichiarato che il sample di I Like It like That è stato ricreato da diversi musicisti assunti da Kallman, al fine di salvaguardare la proprietà editoriale del brano.

## Descrizione
La canzone mescola trap e salsa, e contiene un campionamento di I Like It like That di Pete Rodriguez, pubblicata negli anni sessanta. Come notato da un editor di Billboard, la canzone è «fortemente indebita per il mondo dell'hip hop latino».

## Promozione
I tre interpreti si sono esibiti per la prima volta con I Like It al Coachella Music Festival 2018 durante il secondo weekend. Il trio ha eseguito la canzone in televisione per la prima volta agli American Music Awards il 9 ottobre 2018. Con outfit ed effetti colorati, sono stati accompagnati da una band composta di musicisti di trombe e bongo. Cardi ha iniziato la performance sdraiata su un palco rotante circolare, poi ha strappato il voluminoso tulle e ha ballato una salsa. Bad Bunny è entrato durante la sua parte in un carrello della spesa, mentre J Balvin si è unito camminando dalla postazione DJ. Billboard l'ha definita la miglior esibizione della serata.
Bad Bunny ha eseguito un pezzo del brano insieme a Shakira durante l'halftime show della 54ª edizione del Super Bowl.

## Accoglienza
I Like It è stato accolto positivamente dai critici musicali. Sia Brittany Spanos per Rolling Stone che Hannahl Giorgis per l'Atlantic, l'hanno definita la «canzone dell'estate»; la prima ha dichiarato che il tutto si incastrava perfettamente insieme mentre la seconda ha elogiato i due rapper, dicendo che hanno aggiunto dinamica alla canzone. Neil Z. Yeung di AllMusic l'ha considerata un notevole punto dell'album.
Lo staff di Billboard e il Los Angeles Times l'hanno entrambi reputata la canzone migliore dell'anno. Anche la sezione editoriale di Apple Music le ha assegnato questo titolo. Rolling Stone l'ha definita la terza migliore dell'anno, l'Entertainment Weekly la quinta, la National Public Radio l'ottava e il Guardian la nona. Per il New York Times, Jon Pareles l'ha considerata la decima mentre Jon Caramanica la prima, insieme ad altre tre canzoni di Bad Bunny. Consequence l'ha classificata la quarta migliore dell'anno.
Nel 2020 Rolling Stone l'ha eletta la miglior canzone estiva di tutti i tempi.

## Video musicale
Il video è stato diretto da Eif Rivera e girato a marzo 2018 a Little Havana, Miami. Un'anteprima della clip faceva parte del video dell'annuncio di YouTube Music del 23 maggio 2018. Reso disponibile sei giorni dopo su YouTube, il video presenta scene di Cardi B in un quartiere, di Bad Bunny nelle strade e di J Balvin in un club. Vengono anche mostrate scene del trio insieme.
Il regista ha detto di essere stato ispirato dal film del 1994 I Like It like That, la cui scena iniziale era centrata su un quartiere del South Bronx.
Il video fu classificato primo nella lista statunitense di YouTube delle canzoni dell'estate 2018 e quinto globalmente.

## Tracce
Testi e musiche di Belcalis Almanzar, Benito Antonio Martínez Ocasio, José Álvaro Osorio Balvin, Anthony Germaine White, Marcos E. Masis, Jordan Thorpe, Vincent Watson, Edgar Machuca, Luian Malavé, Noah Assad, Xavier Semer Vargas, Edgar Wilmer Semper Vargas, Manny Rodriguez, Tony Pagon e Benny Bonilla.
Download digitale, streaming
1. I Like It – 4:13

Download digitale, streaming – Dillon Francis Remix
1. I Like It (Dillon Francis Remix) – 3:39

Download digitale, streaming – Kontra and AK Ausserkontrolle Remix
1. Cardi B – I Like It (feat. Kontra K and AK Ausserkontrolle) – 4:14

12"
- Lato A

1. I Like It (Album Version) – 3:13
2. I Like It (Instrumental) – 3:13

- Lato B

1. I Like It (Dillon Francis Remix) – 3:39
2. I Like It (Radio Edit) – 4:11

## Formazione
Hanno partecipato alle registrazioni, secondo le note di copertina di Invasion of Privacy:
Musicisti
- Cardi B – voce
- Bad Bunny – voce
- J Balvin – voce
- Juan Chaves – tromba
- Michael Romero – coro aggiuntivo
- Holly Seeley – coro aggiuntivo
- Nick Seeley – coro aggiuntivo
- Sarah Sellers – coro aggiuntivo
- Andrew Tinker – coro aggiuntivo

Produzione
- Craig Kallman – produzione, editing vocale
- J. White Did It – produzione
- Tainy – produzione
- Invicible – co-produzione
- Evan Laray – registrazione
- Peter Kim – registrazione aggiuntiva, editing
- DJ Swanoo – registrazione aggiuntiva, editing
- Louie Gome – registrazione aggiuntiva, editing
- Joel Iglesias – registrazione voce J Balvin
- Kuk Harrell – editing vocale
- Evan Laray – ingegneria del suono
- Leslie Brathwaite – missaggio
- Colin Leonard – mastering

## Successo commerciale
I Like It è risultato il sesto singolo più riprodotto su Apple Music sia globalmente che solo in Canada durante l'intero anno.

### Stati Uniti d'America
Prima della sua uscita come singolo, I Like It ha esordito al numero 8 della Billboard Hot 100 grazie a 47 000 copie digitali e 25,9 milioni di riproduzioni in streaming, diventando la quinta top ten di Cardi B e il più alto debutto delle canzoni di Invasion of Privacy, che hanno tutte esordito nella classifica statunitense durante la prima settimana d'uscita. Bad Bunny e J Balvin hanno ottenuto rispettivamente la loro prima e seconda top ten. Dopo la pubblicazione del videoclip nel tardo maggio, il singolo è tornato in top ten al numero 7, accumulando nel corso della settimana 31 milioni di stream, registrando così un aumento del 57% rispetto alla settimana precedente.
Nella pubblicazione del 16 giugno 2018, è salito alla 3ª posizione dopo essere stato riprodotto 33,8 milioni di volte e, con Girls like You al 4º posto, per la rapper è diventata la seconda volta nel 2018 ad avere due brani contemporaneamente tra le prime cinque posizioni. Nella settimana successiva il brano ha raggiunto la 2ª posizione, rimanendo bloccato da Sad! di XXXTentacion. Nel corso della settimana ha venduto 33 000 download digitali, è risultata la terza canzone più riprodotta in streaming e ha aumentato i propri ascoltatori radiofonici del 25% a 66,4 milioni.
Nella settimana seguente è arrivata in vetta, diventando la seconda numero uno di Cardi B e rendendola la prima rapper femminile ad ottenere tale risultato, accumulando 44 000 copie digitali, 37,5 milioni di stream e aumentando l'audience radiofonica del 17% a 80 milioni. È inoltre diventata la prima numero uno sia per Bad Bunny che per J Balvin. La rapper è anche diventata la prima donna solista ad ottenere due numero uno da un album di debutto da Lady Gaga nel 2009. Nel corso della sua ventesima settimana di permanenza è risultata la canzone più scaricata con 32 000 download digitali, seppur diminuendoli del 4%, divenendo il brano ad aver impiegato più tempo ad arrivare alla vetta nella storia della classifica digitale. È inoltre stata la seconda numero uno della rapper nella classifica radiofonica grazie ad un'audience pari a 102,7 milioni. I Like It, nella settimana del 1º settembre 2018, ha raggiunto il vertice della Dance/Mix Show Airplay, diventando la prima numero uno di tutti e tre gli interpreti.

### Regno Unito
Nel Regno Unito il singolo ha debuttato alla 40ª posizione della Official Singles Chart, risultando la traccia di Invasion of Privacy con il miglior ingresso in classifica grazie a 8 006 unità distribuite nel corso della sua prima settimana di disponibilità. La settimana successiva è salito alla 23ª posizione con 13 990 vendite. Durante la sua terza settimana è salito di altre 3 posizioni e ha aggiunto altre 18 006 unità al suo totale. La settimana seguente ha raggiunto la 15ª posizione dopo aver venduto 19 430 copie.
Dopo aver trascorso sei settimane tra le posizioni comprese tra dieci e venti, I Like It ha raggiunto il 9º posto grazie a 24 550 unità nella pubblicazione del 21 giugno 2018, divenendo la prima entrata in top ten di Bad Bunny e la seconda di Cardi B e di J Balvin. La settimana successiva ha mantenuto la medesima posizione ed ha incrementato le vendite a 25 516.
Durante la sua dodicesima settimana in classifica ha raggiunto un picco di 8, avendo accumulato 29 528 vendite. Seppur mantenendo la medesima posizione per una seconda settimana consecutiva, ha incrementato le proprie vendite a 37 849 nella pubblicazione del 12 luglio 2018.

## Classifiche

### Classifiche settimanali
| Classifica (2018)     | Posizione massima |
| --------------------- | ----------------- |
| Argentina             | 40                |
| Australia             | 14                |
| Austria               | 14                |
| Belgio (Fiandre)      | 19                |
| Belgio (Vallonia)     | 21                |
| Canada                | 2                 |
| Colombia              | 13                |
| Croazia               | 42                |
| Danimarca             | 16                |
| Estonia               | 11                |
| Francia               | 19                |
| Germania              | 14                |
| Grecia                | 1                 |
| Irlanda               | 10                |
| Islanda               | 12                |
| Italia                | 24                |
| Lettonia              | 7                 |
| Lituania              | 50                |
| Messico               | 8                 |
| Norvegia              | 20                |
| Nuova Zelanda         | 7                 |
| Paesi Bassi           | 30                |
| Polonia               | 50                |
| Portogallo            | 9                 |
| Regno Unito           | 8                 |
| Repubblica Ceca       | 11                |
| Repubblica Dominicana | 2                 |
| Romania               | 15                |
| Singapore             | 29                |
| Slovacchia            | 7                 |
| Spagna                | 10                |
| Stati Uniti           | 1                 |
| Svezia                | 24                |
| Svizzera              | 8                 |
| Ucraina               | 188               |
| Ungheria              | 10                |

### Classifiche di fine anno
| Classifica (2018) | Posizione |
| ----------------- | --------- |
| Australia         | 36        |
| Austria           | 24        |
| Belgio (Fiandre)  | 51        |
| Belgio (Vallonia) | 64        |
| Canada            | 10        |
| Danimarca         | 53        |
| Estonia           | 30        |
| Francia           | 55        |
| Germania          | 40        |
| Irlanda           | 31        |
| Islanda           | 19        |
| Italia            | 59        |
| Nuova Zelanda     | 23        |
| Paesi Bassi       | 74        |
| Regno Unito       | 23        |
| Romania           | 83        |
| Spagna            | 18        |
| Stati Uniti       | 7         |
| Svezia            | 73        |
| Svizzera          | 21        |
| Ungheria          | 19        |
| Classifica (2019) | Posizione |
| Canada            | 79        |
| Stati Uniti       | 69        |

### Classifiche di fine decennio
| Classifica (2010-19) | Posizione |
| -------------------- | --------- |
| Stati Uniti          | 56        |

## Date di pubblicazione
| Paese       | Data           | Formato                | Etichetta     | Nota    |
| ----------- | -------------- | ---------------------- | ------------- | ------- |
| Regno Unito | 25 maggio 2018 | Contemporary hit radio | Warner UK     | [ 109 ] |
| Stati Uniti | 29 maggio 2018 | Contemporary hit radio | KSR, Atlantic | [ 110 ] |
| Stati Uniti | 29 maggio 2018 | Urban contemporary     | KSR, Atlantic | [ 111 ] |
| Italia      | 4 luglio 2018  | Contemporary hit radio | Warner Italy  | [ 112 ] |

## Riconoscimenti
- Billboard Music Awards[113]
  - 2019 – Miglior canzone rap

- Grammy Awards[114]
  - 2019 – Candidatura alla registrazione dell'anno

- MTV Video Music Awards[115]
  - 2018 – Canzone dell'estate